# Полан
Полан (ісп. Polán) — муніципалітет в Іспанії, у складі автономної спільноти Кастилія-Ла-Манча, у провінції Толедо. Населення — 4066 осіб (2010).
Муніципалітет розташований на відстані близько 80 км на південний захід від Мадрида, 14 км на південний захід від Толедо.

## Демографія
Динаміка населення (INE ):

## Галерея зображень

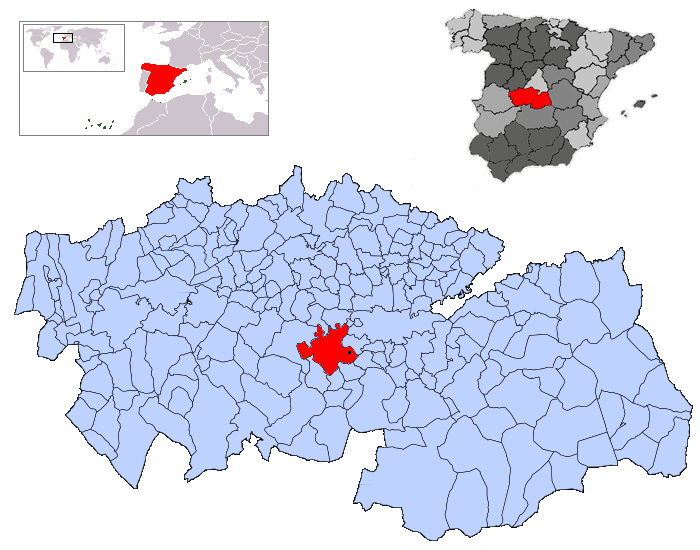
Розташування муніципалітету у провінції Толедо